# Bob Zimny
Robert John „Bob“ Zimny (* 11. Dezember 1921 in Chicago, Illinois; † 11. August 2011 in Shelbyville, Indiana) war ein  US-amerikanischer American-Football-Spieler. Er spielte als Offensive Tackle und Defensive Tackle in der  National Football League (NFL) bei den Chicago Cardinals.

## Spielerlaufbahn

### Collegekarriere
Bob Zimny studierte an der Indiana University Bloomington und spielte dort für die Indiana Hoosiers Football. Während seiner Studienzeit wurde er dreimal in das College-All-Star-Game gewählt. Ferner wurde er aufgrund seiner sportlichen Leistungen von seinem College zweimal ausgezeichnet.

### Profikarriere
Zimny wurde im Jahr 1944 von den Brooklyn Tigers in der 28. Runde an 287. Stelle der NFL Draft ausgewählt. Unmittelbar nach seinem Studium leistete er seinen Militärdienst bei der US Army. Er spielte nie für das Team aus Brooklyn und schloss sich 1945 nach dem Zweiten Weltkrieg den Chicago Cardinals an. Als Tackle in der Offensive Line hatte er die Aufgabe den eigenen Quarterback zu schützen und dem Runningback Frank Seno den Weg in die gegnerische Endzone frei zu blocken. Zimny wurde nach seiner Rookiesaison zum All-Pro gewählt. Im Jahr 1946 hatte Jimmy Conzelman das Amt des Head Coaches bei dem Team aus Chicago übernommen. Gleichzeitig gelang es den Cardinals Fullback Pat Harder an das Team zu binden. Im folgenden Jahr wurde Frank Seno durch Charley Trippi ersetzt.
Conzelman führte ein Jahr nach seiner Verpflichtung nach einer Regular Season mit neun Siegen bei zwölf Spielen die Mannschaft in das NFL-Endspiel. Gegner im Endspiel waren die von Greasy Neale betreuten Philadelphia Eagles, die mit 28:21 besiegt werden konnten. Im folgenden Jahr konnten sich die Eagles für die Endspielniederlage revanchieren. Sie gewannen im NFL-Endspiel mit 7:0. Robert Zimny beendete nach der Saison 1949 seine Laufbahn. Er war fortan als Sportlehrer und als Trainer der Footballmannschaft an einer Highschool in Shelbyville tätig. Er starb im Jahr 2011 und ist auf dem Forest Hill Cemetery in Shelbyville beerdigt.